# Bosc de Can Quintanes
El Bosc de Can Quintanes era un bosc del poble de Riells del Fai, en el terme municipal de Bigues i Riells, al Vallès Oriental.
Estava situat al nord del veïnat de masies de Can Quintanes i al sud de les Costes d'en Quintanes, a llevant de la Serra de Can Tabola i a ponent del Turó Roig, en el vessant meridional dels Cingles de Bertí al Turó de les Onze Hores.
Va desaparèixer quasi del tot en el gran incendi forestal del 1994, que va assolar els Cingles de Bertí.

## Etimologia
Es tracta d'un topònim romànic modern, derivat de la pertinença d'aquest bosc a la propera masia de Can Quintanes.